# Jitonhueca
Jitonhueca är en ort i Mexiko.   Den ligger i kommunen Etchojoa och delstaten Sonora, i den västra delen av landet, 1 400 km nordväst om huvudstaden Mexico City. Jitonhueca ligger 31 meter över havet och antalet invånare är 1 112.
Terrängen runt Jitonhueca är mycket platt. Runt Jitonhueca är det ganska glesbefolkat, med 34 invånare per kvadratkilometer. Närmaste större samhälle är Navojoa, 16,0 km öster om Jitonhueca. Trakten runt Jitonhueca består till största delen av jordbruksmark.